# Olio di fegato di merluzzo

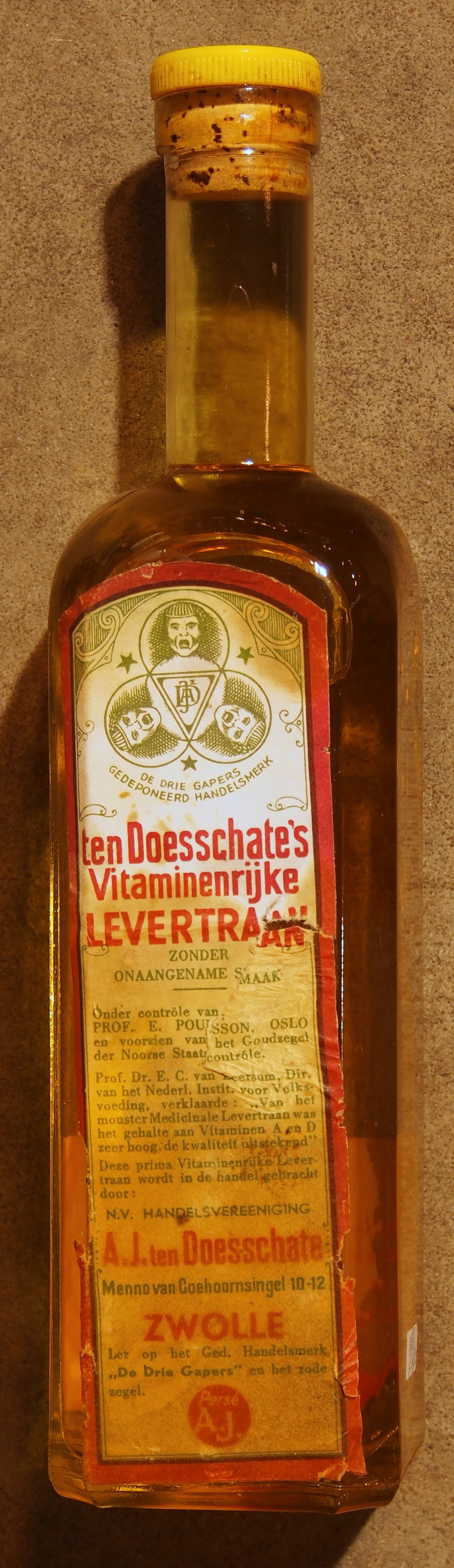
Olio di fegato di merluzzo.

L'olio di fegato di merluzzo è l'olio fisso ottenuto dal fegato fresco del merluzzo del genere Gadus (famiglia Gadidae), soprattutto Gadus morhua (merluzzo).
L'olio viene raffinato e chiarificato per filtrazione a circa 0 °C.

## Proprietà chimico-fisiche
È un olio giallo pallido dal debole odore di pesce, ma non di rancido. Per esposizione all'aria e alla luce diventa giallo ed acquista il caratteristico odore sgradevole per cui è noto. È praticamente insolubile in alcool, miscibile con cloroformio, con etere, con etere di petrolio, con disolfuro di carbonio, con acetato di etile.
Ha una densità pari a 0,917-0,928 ed un indice di rifrazione: 1,477-1,482.

## Composizione
Secondo le caratteristiche internazionali 1 g di olio non deve contenere meno di 600 U.I. di vitamina A e non meno di 85 U.I. di vitamina D; può essere presente una quantità fino a 100 ppm di dodecil gallato, ottil gallato o propil gallato o qualsiasi miscela di queste sostanze antiossidanti.
Secondo la USP ((United States pharmacopoeia) 1 g di olio non deve contenere meno di 850 unità USP (225 µg) di vitamina A e non meno di 85 unità USP (2,125 µg) di vitamina D; possono essere aggiunte idonee sostanze aromatizzanti, in quantità non superiori all'1%.
L'olio di fegato di merluzzo è composto prevalentemente da trigliceridi con la seguente distribuzione tipica di acidi grassi, come indicato nel Codex Alimentarius.
Legenda: ND, Non Determinato o ≤0,05%
| Composizione tipica dell'olio di fegato di merluzzo | Composizione tipica dell'olio di fegato di merluzzo | Composizione tipica dell'olio di fegato di merluzzo |
| --------------------------------------------------- | --------------------------------------------------- | --------------------------------------------------- |
| acido grasso                                        | Notazione Delta                                     | concentrazione/(min-max)%                           |
| acido miristico                                     | 14:0                                                | 2,0-6,0                                             |
| acido pentadecanoico                                | 15:0                                                | ND–0,5                                              |
| acido palmitico                                     | 16:0                                                | 7–14                                                |
| acido palmitoleico                                  | 16:1Δ9c                                             | 4,5-11,5                                            |
| acido eptadecanoico                                 | 17:0                                                | ND                                                  |
| acido eptadecenoico                                 | 17:1Δ10c                                            | ND                                                  |
| acido stearico                                      | 18:0                                                | 1–4                                                 |
| acido vaccenico                                     | 18:1Δ11t                                            | 1–4                                                 |
| acido oleico                                        | 18:1Δ9c                                             | 12–21                                               |
| acido linoleico                                     | 18:2Δ9c,12c                                         | 0,5-3                                               |
| acido α-linolenico                                  | 18:3Δ9c,12c,15c                                     | ND–2                                                |
| acido stearidonico                                  | 18:4Δ6c,9c,12c,15c                                  | 0,5-4,5                                             |
| acido arachico                                      | 20:0                                                | ND– 0,9                                             |
| acido gadoleico                                     | 20:1Δ9c                                             | 5,0-17,0                                            |
| acido gondoico                                      | 20:1Δ11c                                            | 1,0-5,5                                             |
| acido arachidonico                                  | 20:4Δ5c,8c,11c,14c                                  | ND-1,5                                              |
| acido juniperonico                                  | 20:4Δ8c,11c,14c,17c                                 | ND-2,0                                              |
| acido timnodonico-EPA                               | 20:4Δ5c,8c,11c,14c,17c                              | 7,0-16,0                                            |
| acido eneicosapentaenoico-HPA                       | 21:5Δ6c,9c,12c,15c,18c                              | ND-1,5                                              |
| acido erucico                                       | 22:1Δ13c                                            | ND-1,5                                              |
| acido cetoleico                                     | 22:1Δ11c                                            | 5–12                                                |
| acido clupanodonico-DPA                             | 22:5Δ7c,10c,13c,16c,19c                             | 0,5–3                                               |
| acido cervonico-DHA                                 | 22:6Δ4c,7c,10c,13c,16c,19c                          | 6–18                                                |

La concentrazione di acidi grassi omega3 (DHA, DPA, HPA, acido juniperonico ed acido alfa-linolenico) può essere superiore al 60%.

## Metodi di identificazione

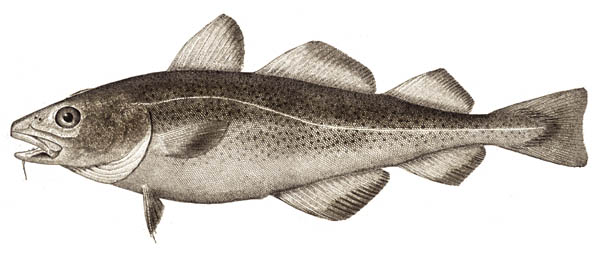
Merluzzo dell'Atlantico.

Senza considerare tecniche analitiche gascromatografiche, l'olio di fegato di merluzzo può essere identificato con semplici saggi colorimetrici riportati in passato nelle farmacopee.
1. Ad 1 ml di una soluzione al 2,5% dell'olio in cloroformio si aggiungono 10 ml di tricloruro di antimonio soluzione: si sviluppa immediatamente una colorazione blu (identificazione della vitamina A). Questo saggio è ancora presente nella farmacopea USA.[4]
2. Una goccia di olio di fegato di merluzzo, sciolta in 20 gocce di disolfuro di carbonio o di cloroformio, per aggiunta di una goccia di acido solforico concentrato assume colorazione rosso-violetta fugace che passa lentamente al rosso-bruno. Questa reazione differenzia l'olio di merluzzo da quello di foca e da quello di corpo di altri pesci dove non compare la nota violetta.[2]
3. Si mescolano 1-2 ml dell'olio con 1-2 gocce di acido nitrico fumante: l'olio assume colorazione rossa che agitando diventa rosso fuoco e vira subito al giallo.[2]

L'olio di fegato di merluzzo deve essere conservato in recipienti ben chiusi, ben riempiti, al riparo dalla luce.

## Proprietà e usi

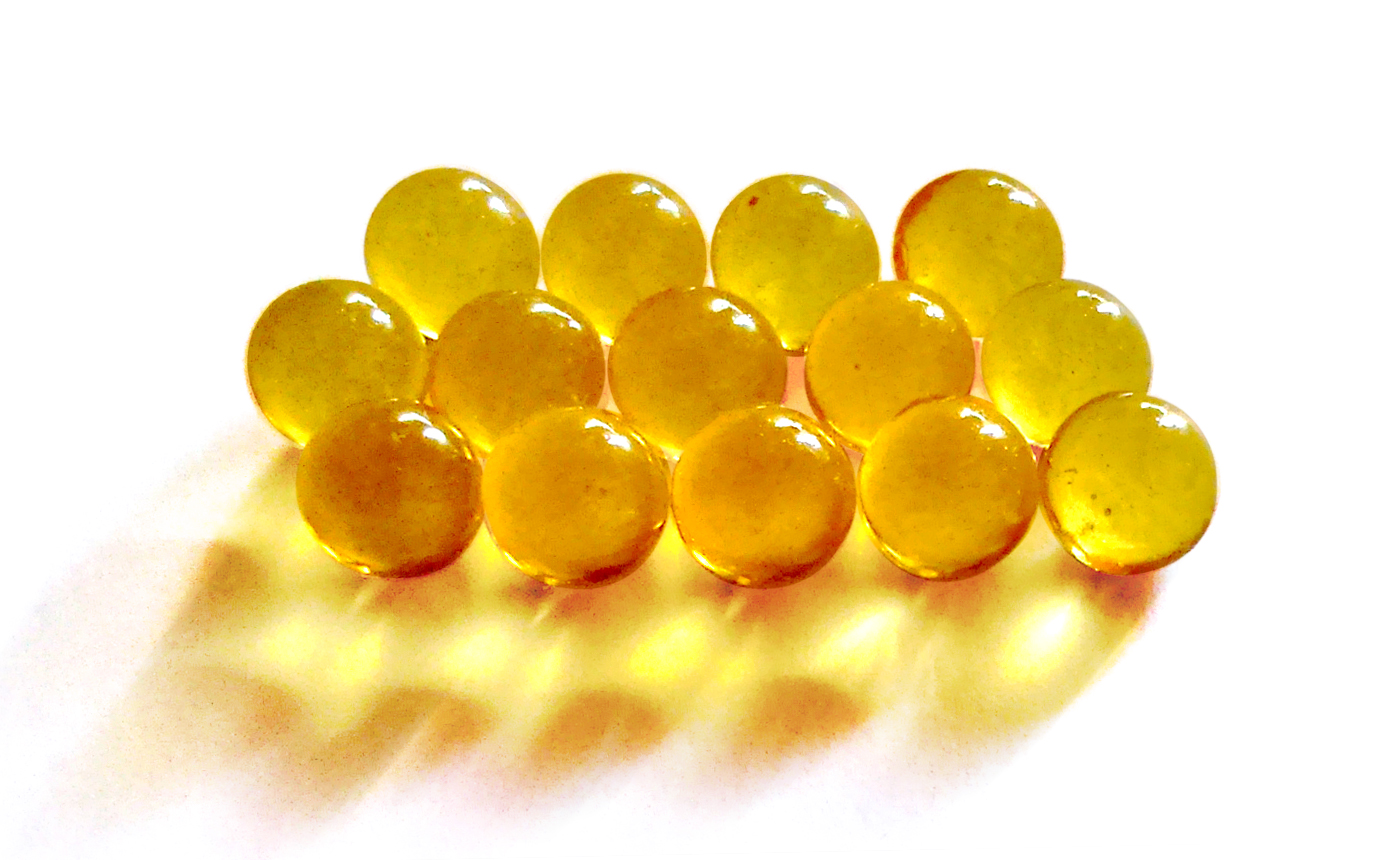
Olio di fegato di merluzzo in perle.

L'olio di fegato di merluzzo è una fonte notevole di vitamina D ed è anche una buona fonte di vitamina A; contiene acidi grassi insaturi, fattori dietetici essenziali che di solito non si ritrovano nei preparati commerciali a base di vitamine A e D. È stato impiegato nella profilassi del rachitismo nei bambini, nell'osteoporosi nell'adulto.
Unguenti o medicazioni a base di olio di fegato di merluzzo sono stati utilizzati per accelerare la guarigione di ustioni, ulcere, piaghe e ferite superficiali, anche se non esistono dati che ne supportino la validità terapeutica. 5 ml di olio di fegato di merluzzo forniscono una quantità di vitamine A e D pari alle richieste dietetiche giornaliere del bambino e dell'adulto.
Come gli altri oli di pesce, i grassi altamente insaturi a catena lunga interferiscono con la conversione dell'acido linoleico in acido arachidonico e prostaglandine, a danno delle difese immunitarie. È altamente instabile e inizia ad ossidarsi prima di raggiungere il flusso sanguigno, ed è altamente ossidato nei tessuti entro 48 ore se non si assumono antiossidanti, o con una dieta dove è presente la normale dose giornaliera di vitamina E.
Uno studio norvegese tramite questionari alimentari su 42 612 fra uomini e donne ha riferito che dopo più di 9 anni l'uso di olio di fegato di merluzzo non ha mostrato alcun effetto protettivo contro la malattia coronarica.